# Tom Thibodeau
Tom Thibodeau (ur. 17 stycznia 1958 roku w New Britain w stanie Connecticut) – amerykański trener koszykarski oraz koszykarz na poziomie uniwersyteckim, obecnie trener New York Knicks.
Thibodeau rozpoczynał karierę trenerską w 1989, pełniąc funkcje asystenta trenera w Minnesota Timberwolves. W latach 1992–1994 był asystentem trenera San Antonio Spurs. Kolejne dwa lata spędził pełniąc tę samą funkcję w Philadelphii 76ers, a w następnych latach jeszcze w New York Knicks, Houston Rockets i Boston Celtics. W dniu 8 czerwca 2010 roku po raz pierwszy w karierze objął funkcję głównego trenera zespołu National Basketball Association, zostając następcą Vinny'ego Del Negro w Chicago Bulls. Pod debiutanckim sezonie 2010/2011 otrzymał nagrodę dla trenera roku.
Rozgrywki 2011/12 były już mniej udane głównie ze względu na kontuzję kolana Derricka Rose'a, która wyeliminowała go z gry już w pierwszym meczu fazy play-off. Chicago Bulls nie przeszli jej, przegrywając 2:4 z Philadelphia 76ers. Pomimo zaskakującego odpadnięcia, po sezonie Thibodeau podpisał nowy, czteroletni kontrakt na prowadzenie zespołu.
Pod koniec maja 2015 został zwolniony ze stanowiska głównego trenera Chicago Bulls, jego miejsce zajął Fred Hoiberg.
7 stycznia 2019 został zwolniony przez Minnesotę Timberwolves.
30 lipca 2020 zawarł umowę  z New York Knicks.

## Osiągnięcia
- Mistrz NBA jako asystent trenera (2008)
- Wicemistrz NBA jako asystent trenera (2010)
- Trener Roku NBA (2011, 2021[8])[9]
- Trener drużyny Wschodu podczas meczu gwiazd NBA (2012)